# Johann Angelius von Werdenhagen

De rebuspublicis, 1631
(Fondazione Mansutti, Milano).

Johann Angelius von Werdenhagen (Helmstadt, 1581 – Ratzeburg, 1652) è stato un giurista e filosofo tedesco.

## Biografia
Giurista e pensatore bavarese, si interessò molto di politica, in particolare dell'area nord-europea.  
Dopo gli studi all'Università di Helmstedt, nel 1606 si recò nelle Università di Jena, Altdorf e Tubinga, nonché a Heidelberg e a Strasburgo. Nel 1607 si recò all'Università di Lipsia. Nel 1616 divenne professore di etica a Helmstedt nonostante la contrarietà dell'università e della facoltà.  
Dopo che non fu accettato come avvocato nella città anseatica di Amburgo nel 1627, si ritirò nei Paesi Bassi per studiare all'Università di Leida e all'Aia fino al 1632. Nel 1637 fu nominato Inviato imperiale nelle città anseatiche e fu elevato al rango di nobile.

## Opere
L'opera che lo ha reso celebre, pubblicata a Leida nel 1631, è il De rebuspublicis hanseaticis tractatus generalis che, come suggerisce il titolo, include una dettagliata descrizione delle città della Lega anseatica e dei loro traffici commerciali con la Penisola scandinava, il Baltico e i Paesi Bassi.